# Copponex
Copponex település Franciaországban, Haute-Savoie megyében. Lakosainak száma 1287 fő (2022. január 1.). Copponex Andilly, Cercier, Cernex, Cruseilles és Saint-Blaise községekkel határos.

## Népesség
A település népességének változása:
| Lakosok száma | 982  | 1071 | 1158 | 1154 | 1175 | 1195 | 1243 | 1268 | 1287 |
|               | 2013 | 2015 | 2016 | 2017 | 2018 | 2019 | 2020 | 2021 | 2022 |